# Madonna col Bambino (Michelangelo Casa Buonarroti)
La Madonna col Bambino è un disegno a matita nera, matita rossa, biacca e inchiostro su carta (54,1x39,6 cm) di Michelangelo Buonarroti, databile al 1525 circa e conservato a Casa Buonarroti a Firenze.

## Storia
L'opera si trova a Casa Buonarroti almeno dai tempi di Michelangelo Buonarroti il Giovane, che la sistemò nella "Camera degli Angioli", la sala spiritualmente centrale agli ambienti al piano nobile che nel XVII secolo fece ristrutturare. In quegli anni probabilmente, per ottimizzare la forma rispetto a una cornice, l'opera venne decurtata di una sottile striscia nella parte superiore, dove si trovava la parte finale del velo di Maria.
In occasione del centanario michelangiolesco del 1875 l'opera venne esposta con altri disegni del maestro, riscuotendo un vasto successo e un'eco anche internazionale.

## Descrizione e stile
La Madonna col Bambino venne eseguita su due fogli incollati l'uno accanto all'altro. Spesso detta "cartone" o "cartonetto", per le dimensioni, in realtà non presenta alcuna traccia di tecniche come la foratura per lo spolvero o l'incisione e non è nota alcuna opera tratta da essa, né di Michelangelo né da altri artisti a lui legati.
Si tratta di un altro prezioso capitolo nella meditazione di Michelangelo sul rapporto madre-figlio, che non si risolve mai in gesti d'affettuosità. Non a caso il volto della Madonna venne rifatto dopo un pentimento, essendo originariamente di profilo, rivolto al Bambino che si sta allattando. Gesù è di spalle e nega il suo volto allo spettatore. Chiara è l'assenza di dialogo tra le due figure, con Maria persa nel pensiero delle future sciagure di cui presagisce l'entità. Iconograficamente è quindi un'opera simile alla Madonna della Scala e alla Madonna Medici e in particolare a quest'ultima è stata riferita come studio preparatorio, con una datazione quindi al 1525 circa.
La figura del Bambino è notevolmente più finita di quella della madre, soprattutto nel corpo, mentre la testa, come nel caso di Maria, è solo sbozzata dal tratteggio a chiaroscuro. Questa disparità insospettì studiosi come Berenson e Dussler, che negarono la paternità michelangiolesca dell'opera, invece confermata dal resto della critica.